# 瓦尔施塔沃
瓦尔施塔沃（德語：Wallstawe）是德国萨克森-安哈尔特州的市镇，隶属于萨尔茨韦德尔-阿尔特马克县。总面积为44.09平方千米，截至2023年12月31日总人口为873人。